# 西南薩里 (英國國會選區)
西南薩里（英語：South West Surrey），英國國會一郡選區，位於英格蘭東南部薩里郡西南部，包括韋弗里區西部。
本區1983年創設以來一直支持保守黨。現任國會議員為保守黨的傑瑞米·杭特，他自2005起出任議員。